# Todirești (Vaslui)
Todirești es una comuna ubicada en el distrito de Vaslui, Rumania.

## Superficie
Posee una superficie de 39,05 kilómetros cuadrados.

## Demografía
Hasta 2021 la población era de 2958 habitantes, con una densidad de población de 75,75 habitantes por kilómetro cuadrado.